# Philippe Libon
 (décembre 2023).
Pour les articles homonymes, voir Libon (homonymie).
Philippe Libon de son vrai nom Philibert Lelibon (en espagnol Felipe Libón) et dit Libon ; Bayonne, 3 avril 1775 – Paris, 5 février 1838) est un violoniste virtuose et compositeur français d'origine française, du côté de sa mère, et portugaise, du côté de son père.

## Biographie
Le talent musical du jeune Libon est reconnu très tôt et encouragé par sa famille. En raison de l'isolement politique et culturel de l'Espagne à la fin du XVIIIe siècle, Libon, alors vivant à Cadix avec sa famille, ne peut pas étudier dans ce pays auprès de musiciens contemporains de renommée internationale. Vers ses quinze ans, il se rend à Londres, pour être l'élève du célèbre violoniste italien Giovanni Battista Viotti et en même temps, prend des leçons de composition de Giovanni Battista Cimador.
Viotti, qui était convaincu des talents exceptionnels, a présenté Libon son protégé, après peu de temps dans les grands concerts au public passionné de musique de Londres. À  vingt ans à peine, à plusieurs reprises, il assure la création à Londres de plusieurs Quatuors à cordes de Joseph Haydn ; Haydn lui-même, qui a passé la première moitié des années 1790, en grande partie dans la capitale britannique, fait l'éloge des « excellente lecture » de ses œuvres.
En 1796, vers ses vingt-et-ans environ, Libon est engagé comme violoniste solo à la cour royale de Lisbonne. Deux ans plus tard, il déménage encore une fois, chez lui en Espagne pour peu de temps, parce que la cour de Madrid lui offre, au même poste, des conditions plus favorables. En 1800, il se rend à Paris où sa réputation l'avait déjà précédés, et où le public l'accueil immédiatement avec enthousiasme. L'année suivante, il entre au service de Joséphine de Beauharnais, l'épouse de l'ancien premier consul et futur Empereur, Napoléon Bonaparte.
Les bouleversements dynastiques et politiques des décennies suivantes place Libon en position de premier plan dans la vie musicale parisienne sans l'atteindre : après Joséphine, il est au service de l'Impératrice Marie-Louise d'Autriche, et reste après la Restauration, également au retour au pouvoir des Bourbons.
En tant que compositeur et violoniste, Libon suit fortement la tradition de son maître Viotti, dont il a traité plus partie matériel thématique dans ses propres œuvres. Ses Études pour violon sont encore en partie jouées jusqu'à aujourd'hui et également arrangées pour d'autres instruments à cordes. En revanche, sa renommée en tant que grand virtuose, comme de nombreux violonistes de sa génération, depuis le milieu des années 1820, a été oubliée rapidement face à la puissante influence de Niccolò Paganini.
Libon était propriétaire de trois célèbres violons : un instrument de l'atelier des frères Amati daté de 1591 ; un  Antonio et Girolamo, ainsi que deux instruments d'Antonio Stradivarius datant des années 1693 et 1729. Celui de 1729 est d'ailleurs encore aujourd'hui connu sous le nom de Libon.

## Mariage et postérité
Philibert Lelibon épouse la française Thérèse Aglaé Michau, alors âgée de 16 ans, le 8 janvier 1814 en l'église Saint-Sulpice d'où deux enfants :
- Marie (ou Maria) Alexandrine Lelibon (1817-1879, qui épouse Jean Louis Michau, entrepreneur de travaux publics, le 25 octobre 1837, dont postérité ;
- Joseph Albert Lelibon dit Libon (1823-1877), directeur général des postes de 1873 à 1877, proche de Camille Saint-Saëns qui lui dédie notamment son Requiem opus 54.

## Œuvres
- Six concertos pour violon et orchestre
- Trois trios pour deux violons et violoncelle, op. 3. Dédiés à Hélène de Montgeroult
- Trois duos pour deux violons, op. 4
- Trois trios pour deux violons et violoncelle, op. 6
- Recueils d'airs variés pour violon et quatuor, op. 8 et 12
- 30 caprices pour violon seul, op. 15